# Rigel Skerries
Die Rigel Skerries sind eine Kette kleiner Inseln und Schären im nordwestlichen Teil der Inselgruppe Øygarden vor der Küste des ostantarktischen Kemplands. Sie liegen im südlichen Abschnitt der Einfahrt zur Edward-VIII-Bucht.
Norwegische Kartografen erfassten sie anhand von Luftaufnahmen, die bei der Lars-Christensen-Expedition 1936/37 entstanden. Die erste Anlandung unternahm 1954 die Mannschaft um den australischen Geodäten Robert George Dovers (1921–1981) im Rahmen der Australian National Antarctic Research Expeditions. Die Australian Nature Conservation Agency benannte sie nach dem Stern Rigel, der in der Umgebung als Fixpunkt für Vermessungsarbeiten diente.